# Undressed Momento
Undressed Momento è il primo album del gruppo alternative rock italiano Klimt 1918 pubblicato nel 2003.

## Tracce
1. _ – 1:17
2. Pale Song – 4:13
3. Parade Of Adolescence – 4:37
4. We Don't Need No Music – 5:52
5. Undressed Momento – 6:36
6. That Girl – 5:15
7. Naif Watercolour – 6:16
8. If Only You Could See Me Now – 6:30
9. Stalingrad Theme – 5:58

## Formazione
- Marco Soellner - voce, chitarra
- Alessandro Pace - chitarra
- Davide Pesola - basso
- Paolo Soellner - batteria